# ويليام همينغواي
ويليام همينغواي (12 نوفمبر 1873 في المملكة المتحدة - 11 فبراير 1967 في المملكة المتحدة) (بالإنجليزية: William Hemingway)‏ هو لاعب كريكت بريطاني (وحمل سابقاً جنسية المملكة المتحدة لبريطانيا العظمى وأيرلندا). لعب مع نادي مقاطعة غلوستر للكريكت ‏ ونادي جامعة كامبريدج للكريكيت ‏.